# NGC 7579
NGC 7579 este o galaxie situată în constelația Pegas. A fost descoperită în 5 octombrie 1864 de către Albert Marth.